# Alex Britti
Alex Britti (né le 23 août 1968  à Rome) est un auteur-compositeur-interprète italien.

## Biographie
Alex Britti passa sa jeunesse à Rome avant de partir sur la scène milanaise.
Au festival de Sanremo de 1999, il gagna dans la catégorie des nouveaux venus.

## Discographie

### Albums
- Alex Britti (1992)
- It.Pop Ita:3X Platinum (1998)
- La vasca Ita (2000)
- 3Ita (2003)
- Festa (2005)
- Alex Britti (2008)
- .23 (album) (2009)
- Bene così (2013)

### Live
- Alex Britti MTV Unplugged (2008)

### Compilations
- Best Of (Alex Britti) (2011)

### Singles
- Gelido (1998)
- Solo una volta (o tutta la vita) (1998)
- Da piccolo (1999)
- Se non ci sei (1999)
- Oggi sono io (1999)
- Mi piaci (1999)
- Una su 1.000.000 (2000)
- La vasca (2000)
- Sono contento (2001)
- Io con la ragazza mia tu con la ragazza tua (2001)
- 7000 caffè (2003)
- Lo zingaro felice (2003)
- La vita sognata (2003)
- Prendere o lasciare (2005)
- Festa (2005)
- Quanto ti amo (2006)
- Solo con te (2006)
- Notte di mezza estate (avec Edoardo Bennato)) (2006)
- Milano (2008)
- L'isola che non c'è (reprise de Edoardo Bennato)) (2008)
- Piove (2009)
- Buona fortuna (2009)
- L'attimo per sempre (2010)
- Immaturi (2011)
- Baciami (e portami a ballare) (2013)
- Bene così (2013)
- Senza chiederci di più (2013)
- 2013 - Baciami (e portami a ballare)
- 2013 - Bene così
- Non È Vero Mai (Bianca Atzei ft. Alex Britti) (2014)
- Ciao Amore, ciao (Bianca Atzei ft. Alex Britti) (2015)

## Reprises
- En 2000, le chanteur espagnol Sergio Dalma réalise une reprise de la chanson Solo una volta (o tutta la vita) d'Alex Britti chantée en espagnol et intitulée Solo una vez. La chanson a été interprétée en duo avec Alex Britti et est incluse dans l'album Nueva Vida de Sergio Dalma.
- En 2001, la chanson Oggi sono io a été reprise par Mina.